# A cincea bătălie de pe Isonzo
A cincea bătălie de pe Isonzo a avut loc între zilele 9–15 martie 1916 între armatele Regatului Italiei și cele ale Austro-Ungariei. Italienii hotărâseră să lanseze o altă ofensivă pe râul Soča (Isonzo).

## Context
După patru încercări de a traversa râul Soča (Isonzo) și de a invada teritoriul austro-ungar, Luigi Cadorna, comandantul suprem italian, a organizat o nouă ofensivă puternică după pauza de operațiuni de pe timpul iernii, care a permis Înaltului Comandament italian să se regrupeze și să reorganizeze 8 noi divizii pentru front.
Cu toate acestea, ofensiva a fost lansată în lipsa unei planificări strategice detaliate, mai degrabă cu scopul de a distrage atenția trupelor Puterilor Centrale de pe Frontul de Est și de la Verdun, unde era în desfășurare cea mai sângeroasă bătălie a războiului. Atacul a fost rezultatul Conferinței aliate de la Chantilly din decembrie 1915.

## Bătălia
Începută la 11 martie cu un bombardament de artilerie de două zile, a cincea bătălie s-a concentrat pe cursul mijlociu al râului dintre Tolmin și Monte San Michele. Italienii au luptat și au încercat din răsputeri să ia dealul Podgora de la soldații dalmați.
La câțiva kilometri distanță, italienii au escaladat și au luat muntele Sabatino de la austrieci, plan care fusese bine pus la punct încă din iarna precedentă. Totuși, acesta a fost singurul câștig real pe care l-au obținut în timpul bătăliei: ofensivele din alte zone, între care cele de la Muntele Mrzli, Tolmin și cătunul San Martino, nu au avut succes.
Zăpada și ceața din sud i-au obligat pe italieni să-și înceteze atacurile, după o săptămână de lupte crâncene care au costat viața a 4.000 de soldați din ambele părți. Atacurile ordonate de Cadorna pentru Armatele a 2-a și a 3-a italiene ca „demonstrații” împotriva inamicului, s-au dovedit a fi mai puțin sângeroase decât atacurile precendente.
După o săptămână de lupte, ciocnirile au încetat din cauza condițiilor grele de luptă precum vremea nefavorabilă care a înrăutățit condițiile din tranșee și din cauza ofensivei „punitive” austro-ungare din Trentino.
De-a lungul anumitor părți ale frontului, în special în jurul Goriziei, confruntările au continuat între plutoanele celor două tabere până la 30 martie și chiar mai târziu, într-o luptă prelungită nesoldată cu vreun învingător clar.
Cadorna ceruse aliatului rus să țină ocupate unitățile austro-ungare pe frontul de est, pentru a-i da lui Cadorna șansa să își redistribuie forțele în Trentino, în timp ce abandona practic a cincea bătălie de pe Isonzo.

## Urmare
Un ziar croat a declarat că ofensiva „s-a încheiat cu același tip de succes ca și primele patru ofensive precedente”. Cadorna a concluzionat din această bătălie că avea nevoie de mai multă artilerie grea și a plănuit o a șasea ofensivă după ce aliații Italiei i-au promis că îl vor reaproviziona.